# 鷹野靖子
鷹野 靖子（たかの やすこ、1943年10月18日  - ）は、日本の元スピードスケート選手である。長野県小海町出身。
専修短大在学時の1964年インスブルックオリンピックに出場、500m19位、1000m20位、1500m14位、3000m12位だった。
全日本スピードスケート選手権大会で1960年－1961年、1965年－1966年と2度2連覇で計4度優勝。